# Lista odcinków serialu The Originals
Poniżej znajduje się lista odcinków serialu telewizyjnego The Originals – emitowanego przez amerykańską stację telewizyjną  The CW od 3 października 2013 roku do 1 sierpnia 2018 roku. Powstało 5 serii, które łącznie składają się z 92 odcinków. W Polsce serial nie był emitowany w telewizji, jednak premierowe odcinki ukazywały się w serwisie Netflix.

## Przegląd sezonów
| Sezon | Sezon | Odcinki | Oryginalna emisja (The CW) | Oryginalna emisja (The CW) | Oryginalna emisja (Netflix Polska) | Oryginalna emisja (Netflix Polska) |
| Sezon | Sezon | Odcinki | Premiera sezonu            | Finał sezonu               | Premiera sezonu                    | Finał sezonu                       |
| ----- | ----- | ------- | -------------------------- | -------------------------- | ---------------------------------- | ---------------------------------- |
|       | Pilot | 1       | 25 kwietnia 2013           | 25 kwietnia 2013           | 15 lutego 2016                     | 15 lutego 2016                     |
|       | 1     | 22      | 3 października 2013        | 13 maja 2014               | 23 lutego 2016                     | 23 lutego 2016                     |
|       | 2     | 22      | 6 października 2014        | 11 maja 2015               | 23 lutego 2016                     | 23 lutego 2016                     |
|       | 3     | 22      | 8 października 2015        | 20 maja 2016               | 1 czerwca 2016                     | 1 czerwca 2016                     |
|       | 4     | 13      | 17 marca 2017              | 23 czerwca 2017            | 25 marca 2017                      | 1 lipca 2017                       |
|       | 5     | 13      | 18 kwietnia 2018           | 1 sierpnia 2018            | 26 kwietnia 2018                   | 9 sierpnia 2018                    |

## Pilot
Pilot serialu jest jednocześnie 20 odcinkiem 4 sezonu serialu Pamiętniki wampirów.
| N/o | #  | Tytuł         | Polski tytuł | Reżyseria     | Scenariusz | Premiera (The CW) | Premiera w Polsce (Netflix Polska) |
| --- | -- | ------------- | ------------ | ------------- | ---------- | ----------------- | ---------------------------------- |
| 86  | 20 | The Originals | Pierwotni    | Chris Grismer | Julie Plec | 25 kwietnia 2013  | 15 lutego 2016                     |

## Sezon 1 (2013-2014)
Pierwszy sezon składa się z 22 odcinków.
| N/o | #  | Tytuł                                                        | Polski tytuł                                            | Reżyseria        | Scenariusz                             | Premiera (The CW)    | Premiera w Polsce (Netflix Polska) |
| --- | -- | ------------------------------------------------------------ | ------------------------------------------------------- | ---------------- | -------------------------------------- | -------------------- | ---------------------------------- |
| 1   | 1  | Always and Forever                                           | Po wsze czasy Zawsze i na wieki                         | Chris Grismer    | Julie Plec, Michael Narducci           | 3 października 2013  | 23 lutego 2016                     |
| 2   | 2  | House of the Rising Son                                      | House of the Rising Son Dom oczekiwanego syna           | Brad Turner      | Diane Ademu-John, Declan de Barra      | 8 października 2013  | 23 lutego 2016                     |
| 3   | 3  | Tangled Up in Blue                                           | Tangled Up in Blue                                      | Chris Grismer    | Ashley Lyle, Bart Nickerson            | 15 października 2013 | 23 lutego 2016                     |
| 4   | 4  | Girl in New Orleans Również jako: Interview with the Vampire | Dziewczyna z Nowego Orleanu Dziewczyna w Nowym Orleanie | Jesse Warn       | Michelle Paradise, Michael Narducci    | 22 października 2013 | 23 lutego 2016                     |
| 5   | 5  | Sinners and Saints                                           | Święci i grzesznicy Grzesznicy i święci                 | Chris Grismer    | Marguerite MacIntyre, Julie Plec       | 29 października 2013 | 23 lutego 2016                     |
| 6   | 6  | Fruit of the Poisoned Tree                                   | Owoc zatrutego drzewa                                   | Michael Allowitz | Charlie Charbonneau, Diane Ademu–John  | 5 listopada 2013     | 23 lutego 2016                     |
| 7   | 7  | Bloodletting                                                 | Upust krwi Puszczenie krwi                              | Jeffrey Hunt     | Michael Russo, Michael Narducci        | 12 listopada 2013    | 23 lutego 2016                     |
| 8   | 8  | The River in Reverse                                         | The River in Reverse Rzeka odwraca bieg                 | Jesse Warn       | Declan de Barra, Julie Plec            | 26 listopada 2013    | 23 lutego 2016                     |
| 9   | 9  | Reigning Pain in New Orleans                                 | Rządy bólu w Nowym Orleanie Ból rządzi w Nowym Orleanie | Joshua Butler    | Ashley Lyle, Bart Nickerson            | 3 grudnia 2013       | 23 lutego 2016                     |
| 10  | 10 | The Casket Girls                                             | Dziewczyna ze szkatułką Panny z dobytkiem w kuferku     | Jesse Warn       | Charlie Charbonneau, Michelle Paradise | 14 stycznia 2014     | 23 lutego 2016                     |
| 11  | 11 | Après Moi, Le Déluge                                         | Après Moi, Le Déluge                                    | Leslie Libman    | Marguerite MacIntyre, Diane Ademu-John | 21 stycznia 2014     | 23 lutego 2016                     |
| 12  | 12 | Dance Back from the Grave                                    | Dance Back from the Grave Taniec zza grobu              | Rob Hardy        | Michael Narducci, Michael Russo        | 28 stycznia 2014     | 23 lutego 2016                     |
| 13  | 13 | Crescent City                                                | Miasto Półksiężyca                                      | Chris Grismer    | Michael Narducci, Julie Plec           | 4 lutego 2014        | 23 lutego 2016                     |
| 14  | 14 | Long Way Back from Hell                                      | Długa droga przez piekło Długi powrót z piekła          | Matt Hastings    | Ashley Lyle, Bart Nickerson            | 25 lutego 2014       | 23 lutego 2016                     |
| 15  | 15 | Le Grand Guignol                                             | Le Grand Guignol                                        | Chris Grismer    | Declan de Barra, Diane Ademu-John      | 4 marca 2014         | 23 lutego 2016                     |
| 16  | 16 | Farewell to Storyville                                       | Pożegnanie ze Storyville Żegnaj Storyville              | Jesse Warn       | Michael Narducci                       | 11 marca 2014        | 23 lutego 2016                     |
| 17  | 17 | Moon Over Bourbon Street                                     | Księżyc nad Bourbon Street Moon over Bourbon Street     | Michael Robinson | Michelle Paradise, Christopher Hollier | 18 marca 2014        | 23 lutego 2016                     |
| 18  | 18 | The Big Uneasy                                               | The Big Uneasy Wielki niepokój                          | Leslie Libman    | Marguerite MacIntyre, Michael Russo    | 15 kwietnia 2014     | 23 lutego 2016                     |
| 19  | 19 | An Unblinking Death                                          | Śmierć puka dwa razy Zwykła śmierć                      | Kellie Cyrus     | Ashley Lyle, Bart Nickerson            | 22 kwietnia 2014     | 23 lutego 2016                     |
| 20  | 20 | A Closer Walk with Thee                                      | A Closer Walk with Thee Podążać zaraz za nim            | Sylvain White    | Carina Adly MacKenzie, Julie Plec      | 29 kwietnia 2014     | 23 lutego 2016                     |
| 21  | 21 | The Battle of New Orleans                                    | Bitwa o Nowy Orlean Bitwa w Nowym Orleanie              | Jeffrey Hunt     | Charlie Charbonneau, Michael Narducci  | 6 maja 2014          | 23 lutego 2016                     |
| 22  | 22 | From a Cradle to a Grave                                     | Od kołyski aż po grób Od kołyski do grobu               | Matt Hastings    | Diane Ademu-John                       | 13 maja 2014         | 23 lutego 2016                     |

## Sezon 2 (2014-2015)
| N/o | #  | Tytuł                         | Polski tytuł                                                   | Reżyseria        | Scenariusz                                 | Premiera (The CW)    | Premiera w Polsce (Netflix Polska) |
| --- | -- | ----------------------------- | -------------------------------------------------------------- | ---------------- | ------------------------------------------ | -------------------- | ---------------------------------- |
| 23  | 1  | Rebirth                       | Odrodzenie                                                     | Lance Anderson   | Marguerite MacIntyre, Julie Plec           | 6 października 2014  | 23 lutego 2016                     |
| 24  | 2  | Alive and Kicking             | Żywi i zdrowi Wszyscy pełni sił                                | Jeffrey Hunt     | Michelle Paradise, Michael Narducci        | 13 października 2014 | 23 lutego 2016                     |
| 25  | 3  | Every Mother’s Son            | Troska matki Każdy bez wyjątku                                 | Dermott Downs    | Christopher Hollier                        | 20 października 2014 | 23 lutego 2016                     |
| 26  | 4  | Live and Let Die              | Żyj i pozwól umrzeć Żyj i daj umrzeć                           | Jeffrey Hunt     | Ashley Lyle, Bart Nickerson                | 27 października 2014 | 23 lutego 2016                     |
| 27  | 5  | Red Door                      | Czerwone drzwi Czerwone wrota                                  | Michael Robison  | Declan de Barra, Diane Ademu-John          | 3 listopada 2014     | 23 lutego 2016                     |
| 28  | 6  | Wheel Inside the Wheel        | Koło w kole Skomplikowana sytuacja                             | Matt Hastings    | Michael Russo, Michael Narducci            | 10 listopada 2014    | 23 lutego 2016                     |
| 29  | 7  | Chasing the Devil's Tail      | Taniec z diabłem Złapać diabła za ogon                         | Jesse Warn       | Carina Adly Mackenzie, Christopher Hollier | 17 listopada 2014    | 23 lutego 2016                     |
| 30  | 8  | The Brothers That Care Forgot | Bracia, o których zapomniano Niezbyt troskliwi bracia          | Michael Allowitz | Charlie Charbonneau, Michelle Paradise     | 24 listopada 2014    | 23 lutego 2016                     |
| 31  | 9  | The Map of Moments            | Wspomnienia Kilka ważnych chwil                                | Leslie Libman    | Marguerite MacIntyre, Julie Plec           | 8 grudnia 2014       | 23 lutego 2016                     |
| 32  | 10 | Gonna Set Your Flag on Fire   | Gonna Set Your Flag on Fire Zrobię Ci na złość                 | Rob Hardy        | Ashley Lyle, Bart Nickerson                | 19 stycznia 2015     | 23 lutego 2016                     |
| 33  | 11 | Brotherhood of the Damned     | Braterstwo przeklętych Braterstwo potępionych                  | Sylvain White    | Kyle Arrington, Diane Ademu-John           | 26 stycznia 2015     | 23 lutego 2016                     |
| 34  | 12 | Sanctuary                     | Sanktuarium                                                    | Matt Hastings    | Declan de Barra, Michael Narducci          | 2 lutego 2015        | 23 lutego 2016                     |
| 35  | 13 | The Devil is Damned           | Diabeł w przebraniu Przeklęty diabeł                           | Lance Anderson   | Christopher Hollier, Julie Plec            | 9 lutego 2015        | 23 lutego 2016                     |
| 36  | 14 | I Love You, Goodbye           | Kocham Cię, żegnaj                                             | Matt Hastings    | Carina Adly MacKenzie, Michael Narducci    | 16 lutego 2015       | 23 lutego 2016                     |
| 37  | 15 | They All Asked for You        | They All Asked for You Wszyscy cię szukają                     | Chris Grismer    | Michelle Paradise                          | 9 marca 2015         | 23 lutego 2016                     |
| 38  | 16 | Save My Soul                  | Ocalcie moją duszę Ocal mnie                                   | Kellie Cyrus     | Michael Russo                              | 16 marca 2015        | 23 lutego 2016                     |
| 39  | 17 | Exquisite Corpse              | Wyborny trup Cudne ciało                                       | Dermott Downs    | Declan de Barra, Diane Ademu-John          | 6 kwietnia 2015      | 23 lutego 2016                     |
| 40  | 18 | Night Has a Thousand Eyes     | Noc ma tysiąc oczu Gaśnie światło gwiazd                       | Jesse Warn       | Ashley Lyle, Bart Nickerson                | 13 kwietnia 2015     | 23 lutego 2016                     |
| 41  | 19 | When the Levee Breaks         | Gdy pęknie tama Przerwana tama                                 | Bethany Rooney   | Marguerite MacIntyre                       | 20 kwietnia 2015     | 23 lutego 2016                     |
| 42  | 20 | City Beneath the Sea          | Miasto pod poziomem morza Podwodne miasto                      | Leslie Libman    | Carina Adly MacKenzie, Charlie Charbonneau | 27 kwietnia 2015     | 23 lutego 2016                     |
| 43  | 21 | Fire with Fire                | Krwawy odwet Wet za wet                                        | David Straiton   | Michael Narducci                           | 4 maja 2015          | 23 lutego 2016                     |
| 44  | 22 | Ashes to Ashes                | Z prochu powstałeś i w proch się obrócisz W proch się obrócisz | Matt Hastings    | Christopher Hollier, Diane Ademu-John      | 11 maja 2015         | 23 lutego 2016                     |

## Sezon 3 (2015-2016)
| N/o | #  | Tytuł                               | Polski tytuł                                                          | Reżyseria           | Scenariusz                                 | Premiera (The CW)    | Premiera w Polsce (Netflix Polska) |
| --- | -- | ----------------------------------- | --------------------------------------------------------------------- | ------------------- | ------------------------------------------ | -------------------- | ---------------------------------- |
| 45 | 1  | For the Next Millennium             | Na kolejne tysiąclecie Przez tysiąclecie                              | Lance Anderson      | Michael Narducci                           | 8 października 2015  | 1 czerwca 2016                     |
| 46 | 2  | You Hung the Moon                   | You Hung The Moon Odczarowany księżyc                                 | Jeffrey Hunt        | Carina Adly Mackenzie                      | 15 października 2015 | 1 czerwca 2016                     |
| 47 | 3  | I’ll See You in Hell or New Orleans | Do zobaczenia w piekle lub Nowym Orleanie W piekle lub Nowym Orleanie | Michael Grossman    | Declan de Barra, Michelle Paradise         | 22 października 2015 | 1 czerwca 2016                     |
| 48 | 4  | A Walk on the Wild Side             | Pozory mylą Dzika zabawa                                              | Matt Hastings       | Ashley Lyle, Bart Nickerson                | 29 października 2015 | 1 czerwca 2016                     |
| 49 | 5  | The Axeman’s Letter                 | List od Kata List Axemana                                             | Michael Allowitz    | Michael Russo, Diane Ademu-John            | 5 listopada 2015     | 1 czerwca 2016                     |
| 50 | 6  | Beautiful Mistake                   | Piękna pomyłka                                                        | Steven DePaul       | Kyle Arrington, Christopher Hollier        | 12 listopada 2015    | 1 czerwca 2016                     |
| 51 | 7  | Out of the Easy                     | Konfrontacja Wykluczona                                               | Bethany Rooney      | Beau DeMayo, Michelle Paradise             | 19 listopada 2015    | 1 czerwca 2016                     |
| 52 | 8  | The Other Girl in New Orleans       | Inna dziewczyna z Nowego Orleanu Druga dziewczyna w Nowym Orleanie    | Kellie Cyrus        | Michael Russo, Michael Narducc             | 3 grudnia 2015       | 1 czerwca 2016                     |
| 53 | 9  | Savior                              | Zbawca                                                                | Matt Hastings       | Carina Adly MacKenzie, Diane Ademu-John    | 10 grudnia 2015      | 1 czerwca 2016                     |
| 54 | 10 | A Ghost Along the Mississippi       | Duch nad Missisipi                                                    | Michael Grossman    | Declan de Barra                            | 29 stycznia 2016     | 1 czerwca 2016                     |
| 55 | 11 | Wild at Heart                       | Dzikość serca                                                         | John Hyams          | Ashley Lyle, Bart Nickerson                | 5 lutego 2016        | 1 czerwca 2016                     |
| 56 | 12 | Dead Angels                         | Martwe anioły                                                         | Michael Narducci    | Kyle Arrington                             | 12 lutego 2016       | 1 czerwca 2016                     |
| 57 | 13 | Heart Shaped Box                    | Pudełko w kształcie serca                                             | Chris Grismer       | Michelle Paradise, Christopher Hollier     | 19 lutego 2016       | 1 czerwca 2016                     |
| 58 | 14 | A Streetcar Named Desire            | Tramwaj zwany pożądaniem                                              | Matt Hastings       | Beau DeMayo, Diane Ademu-John              | 26 lutego 2016       | 1 czerwca 2016                     |
| Odcinek jest drugą częścią dwuodcinkowego crossoveru z serialem Pamiętniki wampirów (część 1: sezon 3, odcinek 14). |    |                                     |                                                                       |                     |                                            |                      |                                    |
| 59 | 15 | An Old Friend Calls                 | Stare porachunki Stary przyjaciel wciąż pamięta                       | Jeffrey Hunt Carina | Adly Mackenzie, Michael Russo              | 4 marca 2016         | 1 czerwca 2016                     |
| 60 | 16 | Alone with Everybody                | Sam ze wszystkimi Sam wśród ludzi                                     | Hanelle Culpepper   | Ashley Lyle, Bart Nickerson                | 1 kwietnia 2016      | 1 czerwca 2016                     |
| 61 | 17 | Behind the Black Horizon            | Za czarnym horyzontem                                                 | Joseph Morgan       | Declan de Barra, Diane Ademu-John          | 8 kwietnia 2016      | 1 czerwca 2016                     |
| 62 | 18 | The Devil Comes Here and Sighs      | Diabeł przyszedł tutaj i się przeżegnał Przychodzi diabeł i wzdycha   | Jesse Warn          | Kyle Arrington, Michelle Paradise          | 15 kwietnia 2016     | 1 czerwca 2016                     |
| 63 | 19 | No More Heartbreaks                 | Ostatnie złamane serce Koniec rozczarowań                             | Millicent Shelton   | Celeste Vasquez, Michael Narducci          | 29 kwietnia 2016     | 1 czerwca 2016                     |
| 64 | 20 | Where Nothing Stays Buried          | Gdzie nic się nie ukryje Niepogrzebani                                | John Hyams          | Carina Adly MacKenzie, Christopher Hollier | 6 maja 2016          | 1 czerwca 2016                     |
| 65 | 21 | Give 'Em Hell, Kid                  | Zgotuj im piekło Wyślij ich do diabła                                 | Jeffrey Hunt        | Ashley Lyle, Bart Nickerson                | 13 maja 2016         | 1 czerwca 2016                     |
| 66 | 22 | The Bloody Crown                    | Krwawa korona Korona we krwi                                          | Matt Hastings       | Beau DeMayo, Diane Ademu-John              | 20 maja 2016         | 1 czerwca 2016                     |

## Sezon 4 (2017)
11 marca 2016 roku, stacja The CW ogłosiła przedłużenie serialu o 4. sezon.
| N/o | #  | Tytuł                              | Polski tytuł                  | Reżyseria             | Scenariusz                             | Premiera (The CW) | Premiera w Polsce (Netflix Polska) |
| --- | -- | ---------------------------------- | ----------------------------- | --------------------- | -------------------------------------- | ----------------- | ---------------------------------- |
| 67 | 1  | Gather Up the Killers              | Zlot morderców                | Lance Anderson        | Michael Russo, Michael Narducci        | 17 marca 2017     | 25 marca 2017                      |
| 68 | 2  | No Quarter                         | Bez litości                   | Bethany Rooney        | Talicia Raggs, Michelle Paradise       | 24 marca 2017     | 1 kwietnia 2017                    |
| 69 | 3  | Haunter of Ruins                   | Gdzieś daleko stąd            | Jeffrey Hunt          | Carina Adly Mackenzie, Declan de Barra | 31 marca 2017     | 8 kwietnia 2017                    |
| 70 | 4  | Keepers of the House               | Strażnicy domu                | Joseph Morgan         | Beau DeMayo, Christopher Hollier       | 7 kwietnia 2017   | 15 kwietnia 2017                   |
| 71 | 5  | I Hear You Knocking                | Słyszę twoje pukanie          | Chris Grismer         | Kyle Arrington                         | 14 kwietnia 2017  | 22 kwietnia 2017                   |
| 72 | 6  | Bag of Cobras                      | Wór pełen węży                | Jesse Warn            | Michael Russo, Michelle Paradise       | 28 kwietnia 2017  | 6 maja 2017                        |
| 73 | 7  | High Water and a Devil's Daughter  | Diabelskie sprawki            | Charles Michael Davis | Celeste Vasquez, Carina Adly MacKenzie | 5 maja 2017       | 13 maja 2017                       |
| 74 | 8  | Voodoo in My Blood                 | Voodoo w moich żyłach         | John Hyams            | Talicia Raggs, Christopher Hollier     | 12 maja 2017      | 20 maja 2017                       |
| Odcinek jest crossoverem postaciowym z serialem: Pamiętniki wampirów (pojawia się postać z tego serialu). |    |                                    |                               |                       |                                        |                   |                                    |
| 75 | 9  | Queen Death                        | Królowa Śmierć                | Nicole Rubio          | Beau DeMayo                            | 19 maja 2017      | 27 maja 2017                       |
| 76 | 10 | Phantomesque                       | Wyzwanie                      | Daniel Gillies        | K.C. Perry, Kyle Arrington             | 2 czerwca 2017    | 10 czerwca 2017                    |
| 77 | 11 | A Spirit Here That Won't Be Broken | Niezłomny duch                | Hanelle Culpepper     | Carina Adly MacKenzie, Michael Russo   | 9 czerwca 2017    | 17 czerwca 2017                    |
| 78 | 12 | Voodoo Child                       | Dziecko voodoo                | Michael Grossman      | Michelle Paradise, Christopher Hollier | 16 czerwca 2017   | 24 czerwca 2017                    |
| 79 | 13 | The Feast of All Sinners           | Święto wszystkich grzeszników | Bethany Rooney        | Michael Narducci                       | 23 czerwca 2017   | 1 lipca 2017                       |
| Odcinek jest crossoverem postaciowym z serialem: Pamiętniki wampirów (pojawia się postać z tego serialu). |    |                                    |                               |                       |                                        |                   |                                    |

## Sezon 5 (2018)
| N/o | #  | Tytuł                                   | Polski tytuł                                                      | Reżyseria             | Scenariusz                           | Premiera (The CW) | Premiera w Polsce (Netflix Polska) |
| --- | -- | --------------------------------------- | ----------------------------------------------------------------- | --------------------- | ------------------------------------ | ----------------- | ---------------------------------- |
| 80 | 1  | Where You Left Your Heart               | Gdzie zostawiłeś swe serce Tam, gdzie zostało twe serce           | Lance Anderson        | Marguerite MacIntyre                 | 18 kwietnia 2018  | 26 kwietnia 2018                   |
| Odcinek jest crossoverem postaciowym z serialem: Pamiętniki wampirów (pojawia się postać z tego serialu). |    |                                         |                                                                   |                       |                                      |                   |                                    |
| 81 | 2  | One Wrong Turn on Bourbon               | Jeden zły zakręt na ulicy Bourbon Jeden zły ruch na ulicy Bourbon | Carol Banker          | Carina Adly MacKenzie                | 25 kwietnia 2018  | 3 maja 2018                        |
| 82 | 3  | Ne Me Quitte Pas                        | Nie zostawiaj mnie Nie opuszczaj mnie                             | Joseph Morgan         | K.C. Perry, Michelle Paradise        | 2 maja 2018       | 10 maja 2018                       |
| 83 | 4  | Between the Devil and the Deep Blue Sea | Mniejsze zło Między dżumą a cholerą                               | Michael Grossman      | Beau DeMayo, Kyle Arrington          | 9 maja 2018       | 17 maja 2018                       |
| 84 | 5  | Don't It Just Break Your Heart          | Niech nie łamie Ci to serca Niech to nie złamie ci serca          | Jeffrey W. Byrd       | Bianca Sams, Jeffrey Lieber          | 16 maja 2018      | 31 maja 2018                       |
| 85 | 6  | What, Will, I, Have, Left               | Co mi pozostanie Cóż po mnie?                                     | Charles Michael Davis | Marguerite MacIntyre                 | 30 maja 2018      | 7 czerwca 2018                     |
| Odcinek jest crossoverem postaciowym z serialem: Pamiętniki wampirów (pojawia się postać z tego serialu). |    |                                         |                                                                   |                       |                                      |                   |                                    |
| 86 | 7  | God’s Gonna Trouble the Water           | Bóg wzburzy wodę Bóg rozdzieli wody                               | Carl Seaton           | Bianca Sams, Julie Plec              | 6 czerwca 2018    | 14 czerwca 2018                    |
| 87 | 8  | The Kindness of Strangers               | Życzliwość nieznajomych Grzeczność nieznajomych                   | Kellie Cyrus          | Beau DeMayo, Carina Adly MacKenzie   | 13 czerwca 2018   | 21 czerwca 2018                    |
| 88 | 9  | We Have Not Long to Love                | Nie zostało nam za wiele czasu na miłość Brakuje czasu na miłość  | Bethany Rooney        | K.C. Perry, Michelle Paradise        | 20 czerwca 2018   | 28 czerwca 2018                    |
| 89 | 10 | There in the Disappearing Light         | W gasnącym świetle                                                | Daniel Gillies        | Eva McKenna, Jeffrey Lieber          | 11 lipca 2018     | 19 lipca 2018                      |
| 90 | 11 | Til the Day I Die                       | Póki śmierć nas nie rozłączy Aż do śmierci                        | Geoff Shotz           | Kyle Arrington, Marguerite MacIntyre | 18 lipca 2018     | 26 lipca 2018                      |
| 91 | 12 | The Tale of Two Wolves                  | Opowieść o dwóch wilkach Bajka o dwóch wilkach                    | Rudy Persico          | Carina Adly MacKenzie, Julie Plec    | 25 lipca 2018     | 2 sierpnia 2018                    |
| Odcinek jest crossoverem postaciowym z serialem: Pamiętniki wampirów (pojawia się postać z tego serialu). |    |                                         |                                                                   |                       |                                      |                   |                                    |
| 92 | 13 | When the Saints Go Marching In          | Gdy święci swój opuszczą grób Marsz wszystkich świętych           | Lance Anderson        | Julie Plec, Jeffrey Lieber           | 1 sierpnia 2018   | 9 sierpnia 2018                    |
| Odcinek jest crossoverem postaciowym z serialem: Pamiętniki wampirów (pojawia się postać z tego serialu). |    |                                         |                                                                   |                       |                                      |                   |                                    |

## The Originals: The Awakening (2014)
The Originals: The Awakening (ang. Pierwotni: Przebudzenie) jest krótkometrażową wersją serialu, nawiązującą do jego fabuły i wyjaśniająca niektóre motywy pokazane w drugim sezonie. Seria prezentuje postać Kol'a Mikaelsona i jego relację z rodzeństwem. Akcja rozgrywa się w 1914 roku, kiedy to Kol dąży do utworzenia sojuszu z wiedźmami Francuskiej Dzielnicy w Nowym Orleanie. Przebudzenie opowiada o przeszłości wampira, włączając w to początki rywalizacji ze swoją rodziną, a także jego relacje z Nowo Orleandzkimi wiedźmami. Każdy odcinek trwa ok. 2 minuty.

### Obsada
- Nathaniel Buzolic jako Kol Mikaelson
- Keri Lynn Pratt jako Mary-Alice Claire
- Aleeah Rogers jako Astrid Malchance

### Odcinki
| N/o | # | Tytuł                           | Reżyseria     | Scenariusz            | Premiera          |
| --- | - | ------------------------------- | ------------- | --------------------- | ----------------- |
| 1   | 1 | The Awakening: Part 1 (Część 1) | Matt Hastings | Carina Adly MacKenzie | 10 listopada 2014 |
| 2   | 2 | The Awakening: Part 2 (Część 2) | Matt Hastings | Carina Adly MacKenzie | 17 listopada 2014 |
| 3   | 3 | The Awakening: Part 3 (Część 3) | Matt Hastings | Carina Adly MacKenzie | 24 listopada 2014 |
| 4   | 4 | The Awakening: Part 4 (Część 4) | Matt Hastings | Carina Adly MacKenzie | 8 grudnia 2014    |